# Iglesia de Santiago de Mens
La iglesia de Santiago de Mens es una iglesia románica construida en el siglo XII en Mens, parroquia del municipio de Malpica de Bergantiños, situado en la comarca de Bergantiños, en la provincia de La Coruña (Galicia, España).

## Historia
Su construcción data del siglo XII y fue realizada en tres etapas. De la primera etapa prerrománica aún se conservan las tres naves que están divididas por pilares que sustentan arcos formeros de medio punto. Los ábsides fueron levantados en una segunda fase románica y la fachada principal fue remodelada en la tercera fase.

## Descripción

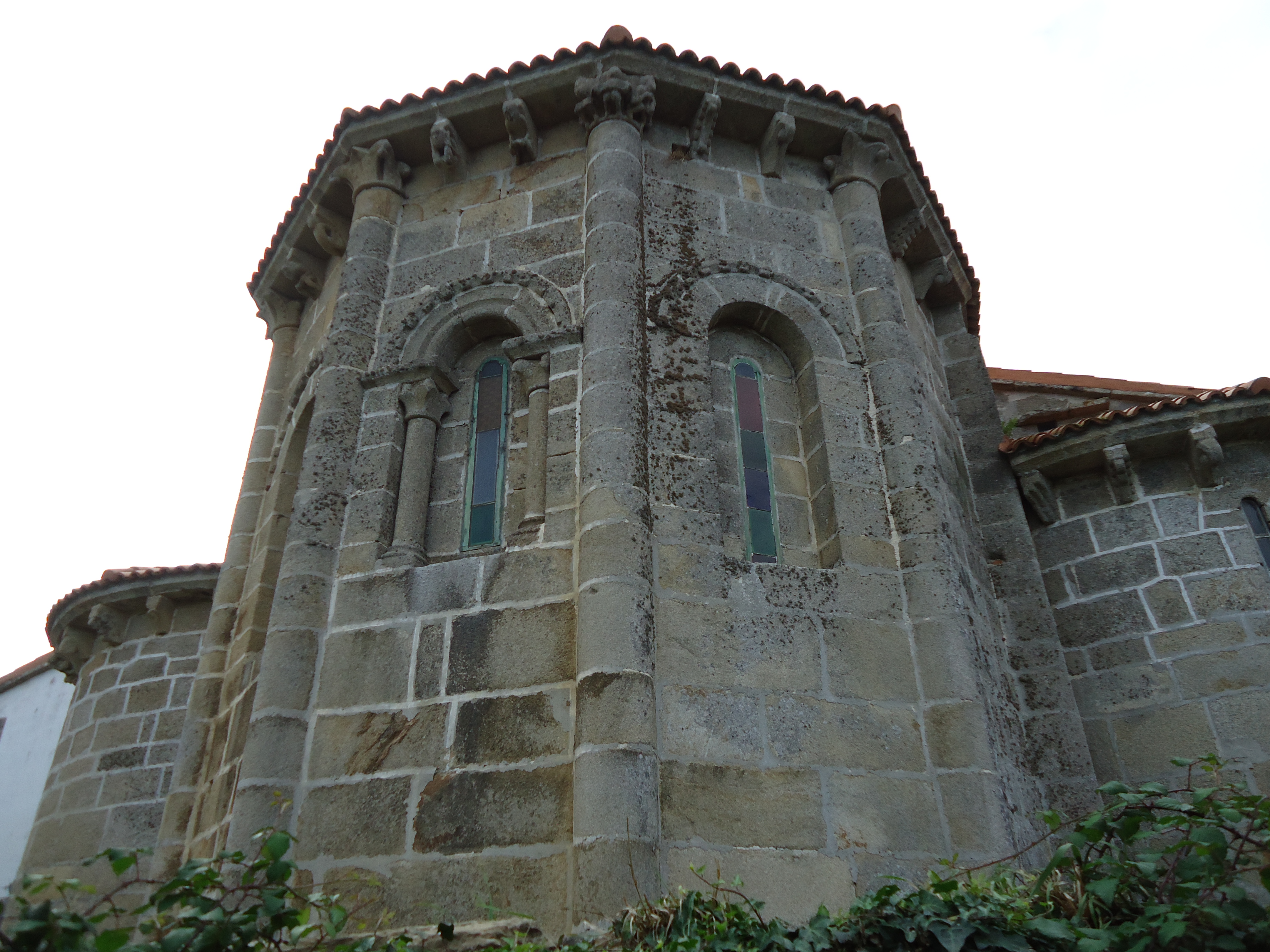
Detalle del ábside

Se trata de un edificio de planta basilical formado por tres naves divididas en cuatro tramos en su forma original, hoy reducidos a tres por una reforma del siglo XIX. Las naves terminan en tres ábsides semicirculares (los laterales) y pentagonal (el central). En el exterior presentan semicolumnas adosadas en cuatro ángulos del polígono. Los ábsides están cubiertos por bóvedas de cañón semicirculares rematadas en cuarto de esfera. Los arcos formeros se apoyan sobre pilastras de sección rectangular, que sustentan una cubierta a dos aguas. Los capiteles y canecillos están decorados con bolas, figuras vegetales, animales y humanas. 
La fachada es de estilo barroco, con cuerpo central destacado sobre los laterales, con puerta adintelada, rematado en campanario de proporciones esbeltas, terminado en una linterna gallonada, sostenida por pilastras jónicas. Los laterales están rematados en pináculos. 